# Bainită

Reprezentare grafică a comportării oţelului ductil cu diverse zone de tranziţie
(1) - călire până la obținerea martensitei
(2) - revenire intermediară
(3) - răcire soldată cu obținerea bainitei
(4) - domeniul perlitei
(5) - domeniul bainitei

În metalurgie, bainita este constituent structural al oțelurilor, obținut prin transformarea austenitei.
Se deosebesc:
- bainită superioară: cu aspect acicular
- bainită inferioară: cu aspect granular.

Numele provine de la Edgar Bain, specialist american în metalurgie, care, împreună cu E. S. Davenport, l-a descris pentru prima dată.
La răcirea unui oțel eutectoid cu 0,8% C, din domeniul austenitic sub temperatura eutectoidă se obțin trei modificări structurale și anume: structuri eutectoide: perlită, sorbită și troostită; structuri intermediare: bainite; martensită.
Structura intermediară bainitică este un produs bifazic: ferită suprasaturată cu carbon, cu precipitări de carburi. Transformările izoterme pentru structuri intermediare de bainite se utilizează în practica industrială la fabricarea sculelor.